# 亚马尔铁路
亚马尔铁路公司是俄罗斯亚马尔-涅涅茨自治区的一家铁路公司。由俄罗斯铁路集团与当地政府于2003年共同组建。该公司主要负责运营柯罗恰耶夫 – 新乌连戈伊–纳德姆铁路和新乌连戈伊-扬堡铁路。
其中柯罗恰耶夫 – 新乌连戈伊 - 潘戈德为俄罗斯铁路的所有。潘戈德-纳德姆段由俄罗斯天然气工业股份公司运营，全长113 公里。新乌连戈伊-扬堡则是一条全长236公里的独立铁路。
在组建亚马尔铁路公司时，俄罗斯铁路、俄罗斯天然气工业、和亚马尔-涅涅茨自治区政府分别占股45%、45%、10%。